# Słupia (gromada w powiecie sierpeckim)
Słupia – dawna gromada, czyli najmniejsza jednostka podziału terytorialnego Polskiej Rzeczypospolitej Ludowej w latach 1954–1972.
Gromady, z gromadzkimi radami narodowymi (GRN) jako organami władzy najniższego stopnia na wsi, funkcjonowały od reformy reorganizującej administrację wiejską przeprowadzonej jesienią 1954 do momentu ich zniesienia z dniem 1 stycznia 1973, tym samym wypierając organizację gminną w latach 1954–1972.
Gromadę Słupia z siedzibą GRN w Słupi utworzono – jako jedną z 8759 gromad na obszarze Polski – w powiecie płockim w woj. warszawskim, na mocy uchwały nr VI/10/13/54 WRN w Warszawie z dnia 5 października 1954. W skład jednostki weszły obszary dotychczasowych gromad Gutowo Górki, Kowalewo Nowe, Majki Duże, Majki Małe, Makomazy, Mańkowo, Narkiewszczyzna, Ostrowy, Słupia i Szumanie ze zniesionej gminy Majki oraz obszar dotychczasowej gromady Gołocin (z wyłączeniem miejscowości Reczewo) ze zniesionej gminy Lelice w tymże powiecie. Dla gromady ustalono 17 członków gromadzkiej rady narodowej.
1 stycznia 1959 z gromady Słupia wyłączono wsie Makomazy i Narkiewiczyzna, włączając je do gromady Jeżewo w powiecie sierpeckim. 
31 grudnia 1961 do gromady Słupia włączono wsie Stare Chabowo i Chabowo-Świniary z gromady Drobin w tymże powiecie, po czym gromadę Słupia włączono do powiatu sierpeckiego w tymże województwie.
Gromada przetrwała do końca 1972 roku, czyli do kolejnej reformy gminnej.